# Liso Polje
Liso Polje (cyr. Лисо Поље) – wieś w Serbii, w okręgu kolubarskim, w gminie Ub. W 2011 roku liczyła 225 mieszkańców.